# La Maison bleue (Chagall)
Pour les articles homonymes, voir La Maison bleue.
La Maison bleue est un tableau réalisé par le peintre russe Marc Chagall en 1917. Cette huile sur toile représente une maison en bois de couleur bleue devant un paysage urbain qui est celui de Vitebsk, aujourd'hui en Biélorussie. Elle est conservée au musée de La Boverie, à Liège.

## Historique
L’œuvre est acquise par la ville de Liège en 1939 avec 8 autres tableaux lors de la vente de Lucerne. 